# A Perfect Circle
A Perfect Circle is een alternatieve/progressieve rockband uit de Verenigde Staten. Opgericht in 1999 door de leadzanger van de progressivemetalband Tool, Maynard James Keenan en ex Tool-gitaartechnicus Billy Howerdel. De muziek die ze maken lijkt niet zo veel op die van Tool, het is minder duister en melodieuzer.
In 2000 toerden ze met Nine Inch Nails.
Ondanks de gevarieerde bezettingen, is de stilistische inhoud van de nummers van A Perfect Circle consistent gebleven met Howerdel als muziekcomponist en Keenan die teksten en vocale melodieën schrijft.

## Discografie

### Albums
| Album met eventuele hitnotering(en) in de Nederlandse Album Top 100 | Datum van verschijnen | Datum van binnenkomst | Hoogste positie | Aantal weken | Opmerkingen   |
| ------------------------------------------------------------------- | --------------------- | --------------------- | --------------- | ------------ | ------------- |
| Mer de Noms                                                         | 22-05-2000            | 22-07-2000            | 81              | 2            |               |
| Thirteenth Step                                                     | 12-09-2003            | 27-9-2003             | 17              | 7            |               |
| eMotive                                                             | 10-2004               | 06-11-2004            | 46              | 3            |               |
| Three Sixty                                                         | 15-11-2013            | -                     | -               | -            | Verzamelalbum |
| Eat the Elephant                                                    | 20-04-2018            | 28-04-2018            | 12              | 2            |               |